# ۱۲۶ (میلادی)
۱۲۶ (میلادی) صد و بیست و ششمین سال تقویم میلادی است.

## زادگان
- ۱ اوت - پرتیناکس، امپراتور روم

## درگذشتگان
‎